# Stefan Vilsmeier

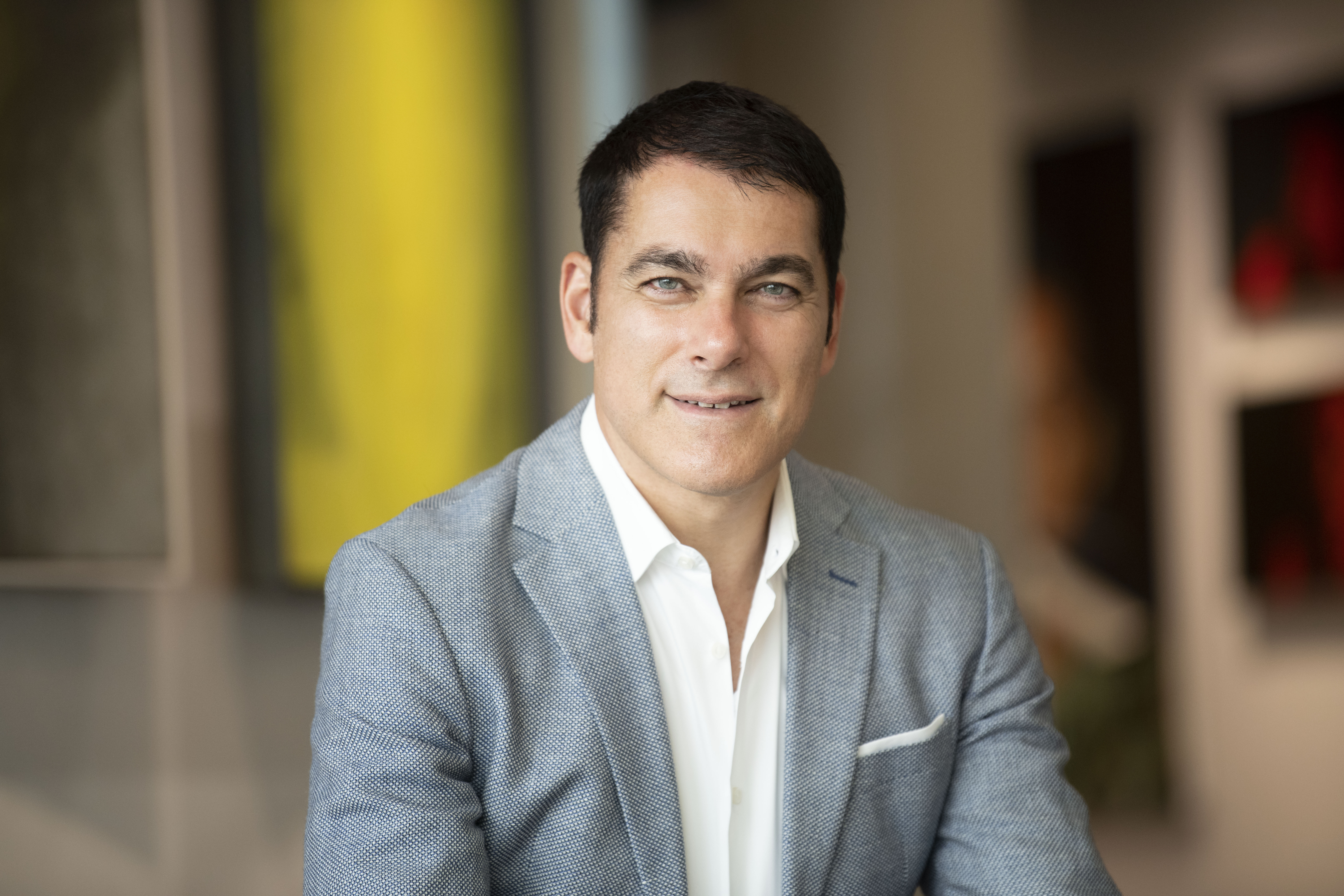
Stefan Vilsmeier (2021)

Stefan Vilsmeier (* 24. Oktober 1967 in Poing) ist ein deutscher Unternehmer und Erfinder. Er ist Gründer und Vorsitzender des Verwaltungsrats der Brainlab SE und CEO der Snke Holding SE.

## Leben und Werdegang
Vilsmeier wurde 1967 in Poing geboren. Sein Vater war technischer Kaufmann, seine Mutter Modezeichnerin. Von 1979 bis 1987 besuchte er das Franz-Marc-Gymnasium in Markt Schwaben.
Als Autodidakt in Programmierung auf dem Commodore 64 veröffentlichte er mit 19 Jahren ein Buch über die Konstruktion von 3D-Objekten. Es wurden über 50.000 Exemplare verkauft.
Von 1987 an entwickelte er an der Universitätsklinik Wien ein System für die Datenverarbeitung und bekam Einblicke in die Kernspin- und Computertomografie. 1989 schrieb sich Vilsmeier an der Technischen Universität München für ein Studium der Informatik mit dem Nebenfach Theoretische Medizin ein. Er schloss das Studium jedoch nicht ab, da er bereits während des ersten Semesters seine Firma Brainlab gründete, ein Unternehmen für softwaregestützte Medizintechnik. Die Gründung finanzierte er aus den Verkaufserlösen seines Buches, die sich auf rund 150.000 Deutsche Mark beliefen.
1996 stellte er ein erstes Gerät für die Behandlung von Tumoren vor. Seine ersten Geräte verkaufte er nach Südafrika, Taiwan und Nordamerika.
2022 war Vilsmeier Vortragsredner bei der DLD Munich. Im März 2023 nahm er an der Kabinettsklausur der Bundesregierung in Meseberg teil und referierte zum Thema Datenpolitik und Künstliche Intelligenz.
Vilsmeier schreibt regelmäßig Gastbeiträge für die FAZ. So bespricht er etwa die Gesundheitsdatenverordnung der EU und setzt sich in diesem Rahmen für die Nutzung von medizinischen Daten ein.
Seit der Gründung von Brainlab bis Ende 2024 war Vilsmeier Vorstandsvorsitzender. 2025 wechselte er als Vorsitzender in den Verwaltungsrat von Brainlab und wurde CEO der Snke Holding SE. 

### Mitgliedschaften
2001 wurde Vilsmeier Mitglied im Kuratorium der Technischen Universität München. Im Jahr 2018 erhielt er die Berufung in den Mittelstandsbeirat des Bundesministeriums für Wirtschaft und Klimaschutz. 2024 wurde Vilsmeier Mitglied des Aufsichtsgremiums der Technischen Universität München.
Zudem ist er als einer der 100 Senatoren bei acatech – Deutsche Akademie der Technikwissenschaften tätig und ist Teil des Vorstandes der Gesellschaft zur Förderung der Münchner Opernfestspiele e. V. Seit 2024 ist er Mitglied im Hochschulrat der Akademie der Bildenden Künste München.

### Kunst und Engagement
Vilsmeier fördert Kunst und Kultur im Raum München. In Zusammenarbeit mit der Stadt München finanzierte Brainlab den Gedenkort München-Riem, welcher an den Terroranschlag 1970 am ehemaligen Flughafen München-Riem erinnert. Grund für das Engagement waren unter anderem die örtliche Nähe des ehemaligen Flughafens zur Firmenzentrale von Brainlab sowie die Förderung von Kunst in München. Für den Gedenkort beauftragte Vilsmeier die Künstlerin Alicja Kwade, welche eine acht Meter hohe Skulptur aus Stahl und Bronze entwarf.
Weiterhin gründete Vilsmeier zur Unterstützung von Kulturprojekten das Brainlab Culture Program. Die Projekte werden jeweils in Kooperation mit der Bayerischen Staatsoper, der Münchner Philharmoniker sowie dem Lab Uganda gefördert. Zu den geförderten Projekten zählen beispielsweise das Konzert Das Virus der Humanität und die Kunstausstellung I Can’t Breathe.
Vilsmeier ist Gründungsmitglied des gemeinnützigen Vereins Right.Brain Foundation e.V, die Medizintechnik in ärmere Länder der Welt spendet.
Zusammen mit seinem Mann Sergio Linhares sammelt Vilsmeier zudem zeitgenössische afroamerikanische und afrobrasilianische Kunst. Er ist außerdem im Kuratorium der Hypo-Kulturstiftung.

## Auszeichnungen
- 2000: Bayerischer Verdienstorden, verliehen durch den damaligen Ministerpräsidenten Edmund Stoiber.[7][8][35]
- 2001: Entrepreneur des Jahres in der Kategorie Informationstechnologie verliehen durch die Ernst-&-Young-Gruppe.[7][36][37]
- 2002: World Entrepreneur of the Year verliehen durch die Ernst-&-Young-Gruppe.[7][38][3]
- 2003: Global Leader for Tomorrow des Weltwirtschaftsforums.[39]
- 2014: International Steven Hoogendijk Award für Medizintechnik[31]

## Publikationen (Auswahl)
- Stefan Vilsmeier: 3D-Konstruktion mit GIGA-CAD Plus auf dem C 64/C 128. Markt&Technik Verlag, Haar bei München 1986, ISBN 978-3-89090-409-2.
- Stefan Vilsmeier: Deutschlands Daten-Paranoia. In: Frankfurter Allgemeine Zeitung. 4. Mai 2021.
- Stefan Vilsmeier: Wie die EU-Kommission Gesundheitsdaten verstaatlicht. In: Frankfurter Allgemeine Zeitung. 28. Februar 2023.